# Himenoquetàcies
Les himenoquetàcies (Hymenochaetaceae) són una família de fongs de l'ordre dels himenoquetals (Hymenochaetales). Aquesta família conté diverses espècies que estan implicades en moltes malalties d'arbres de fulla ampla i coníferes, causant la podridura de l'interior del tronc, xancres i malalties de les arrels i la malaltia de l'esca en vinyes. La família té 27 gèneres i 487 espècies.
El nom significa membrana amb pèls llargs, del grec hymen que significa membrana i chaite que significa cabells llargs.

## Gèneres
- †Appianoporites (Eocè)
- Asterodon
- Aurificaria
- Botryodontia
- Clavariachaete
- Coltricia
- Coltriciella
- Cyclomyces
- Dichochaete
- Erythromyces
- Fomitiporia
- Fulvifomes
- Hydnochaete
- Hymenochaete
- Inocutis
- Inonotopsis
- Inonotus
- Onnia
- Phellinidium
- Phellinus
- Phellopilus
- Phylloporia
- Polystictus
- †Quatsinoporites (Cretaci)
- Porodaedalea
- Pseudochaete
- Pseudoinonotus
- Pyrrhoderma